# Aeroporto Logistico della California Meridionale
L'aeroporto logistico della California Meridionale (IATA: VCV, ICAO: KVCV), o aeroporto di Victorville, è un aeroporto civile situato a Victorville, nella contea di San Bernardino, in California.
Prima dell'uso civile, l'aeroporto fu utilizzato dall'United States Air Force dal 1941 al 1992.
L'aeroporto è sede della Southern California Aviation, un grande impianto di transito per gli aerei di linea passeggeri inutilizzati in attesa di essere acquistati o affittati da altre compagnie.